# Sapchá
Sapchá, o Santa Rosa de Sapchá es un centro poblado del distrito de Acochaca, ubicado en la provincia de Asunción, en el departamento de Áncash. Cuenta con una población aproximada de 600 habitantes dedicada mayormente a labores agrícolas y ganaderas. Desde 2019, en el pueblo existe una pequeña fábrica de agua embotellada, denominada Huascarán, elaborada con las aguas de la quebrada Ruricocha.
Es uno de los 5 centros poblados más grandes de la provincia de Asunción. Se localiza sobre los 2900 m s. n. m., a unos 7 km de Acochaca, capital del distrito y a 15 km de Chacas, capital de la provincia. Los centros poblados más cercanos son Lluychush y Palcas al sur, comunicadas con la carretera interprovincial Acochaca - Yanama.

## Historia

### Desarrollo de Riway
Riway fue un centro residencial importante durante el apogeo de la Cultura Recuay, su construcción se dio entre el 400-800 d. C. y fue habitado hasta el 1200. Se localiza sobre los 4000 m s. n. m. El yacimiento arqueológico cubre aproximadamente dos hectáreas. También presenta arquitectura defensiva con muros perimétricos que en su tiempo pudieron llegar a medir quince metros de alto, terrazas elevadas y accesos restringidos.

### Sapchá durante la invasión inca

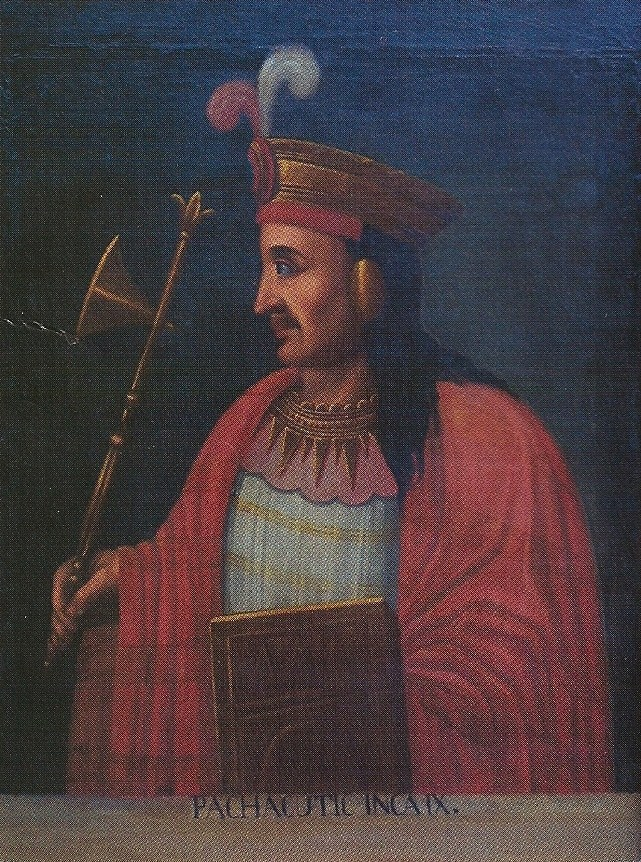
La Sierra Oriental de Áncash fue sometida durante el gobierno del Sapa Inca Pachacútec.

La dominación incaica de la etnia Huari se produjo entre 1450 y 1480 aproximadamente, durante el gobierno del Sapa Inca Pachacútec. Los señoríos de la zona oriental de Áncash fueron incorporados al Tawantinsuyo tras una feroz invasión por parte del inca Cápac Yupanqui, hermano y general del Sapa Inca, quien se vio obligado a replegarse y construir el tambo de Maraycalle en Yauya. El ejército confederado de los Conchucos conformado por los grupos étnicos huari, piscopampas, sihuas, pincos y conchucos dio resistencia a los cuzqueños por varios meses. En Sapchá, el poblado del cacique Riway  fue uno de los últimos bastiones en caer debido a su ubicación elevada y a lo agreste del territorio circundante.
El párroco e historiador huarino, Santiago Márquez Zorrilla tradujo hacia el año 1940, el relato ancestral de un campesino de Chinlla al que llamó "La maldición del inca".

«El inca, gran señor del Cusco, desde Maraycalle, que desde aquí se ve, por allá por las alturas de Yauya, al divisar por estos lados y contemplar las verdes praderas de Chinlla, Sapchá, Colpa y Cunya y más poblados, envió emisarios a pedir que Kátin y Riway se sometieran a su imperio y que en señal de vasallaje le enviaran doce jóvenes ñustas para su séquito. Entonces los muy valientes Kátin y Riway contestaron al inca con palabras bravas y se negaron a obedecerle. El inca que era soberbio y que venía desde el Cusco sometiendo a todos los pueblos tomó muy a mal esta desobediencia. Subióse a lo más alto de Maraycalle y desde allí tiró con su poderosa honda primero un puñado de tierra que cayó en Allpabamba, y después otro puñado de Shashal que calló sobre Chinlla. Que si mandan lo que el inca pedía habría tirado oro y plata, en lugar de shashal y allpa. Por eso, aquí en Chinlla estamos condenados a trabajar toda la vida haciendo ollas con estos viles materiales, sin conseguir oro ni plata sino solo sufrimiento y pobreza,¡Es la maldición del inca! En cambio Llamellín recibió la bendición del inca porque mandó el tributo que pedía, por eso sus tierras son tan buenas que nunca sus cosechas se pierden como entre nosotros »
 Traducción de la historia quechua narrada a Santiago Márquez Zorrilla, párroco de Chacas.